# Wang E

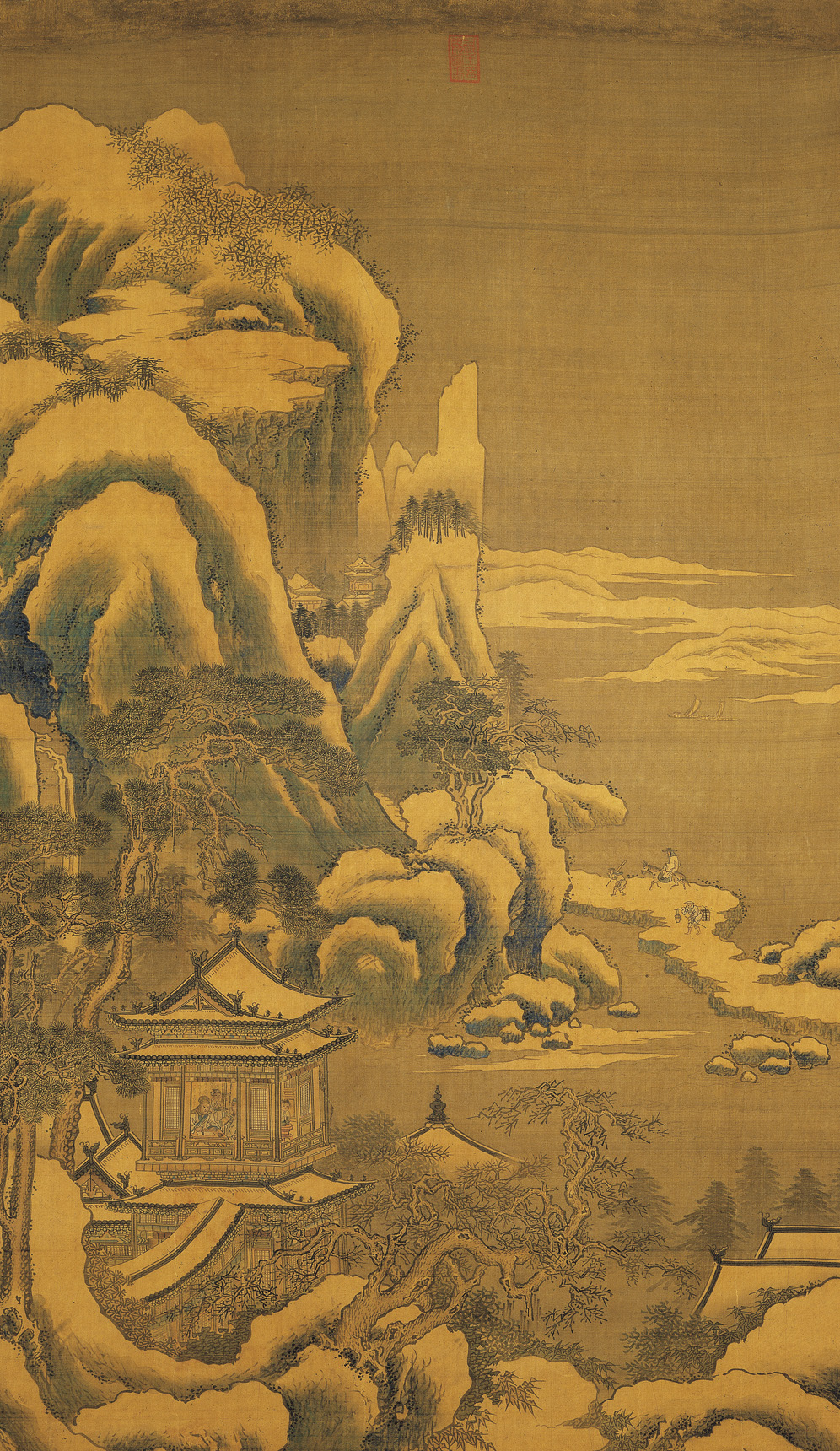
Paysage enneigé au National Palace Museum de Taibei.

Wang E ou Wang Ö, surnom: Tingzhi  est un peintre chinois des XVe et XVIe siècles, originaire de Fenghua (ville de la province du Zhejiang). Ses dates de naissance et de décès ne sont pas connues, on connaît sa période d'activité qui se situe à la fin du XVe et au début du XVIe siècles.

## Biographie
Wang E est un peintre de cour pendant l'ère Hongzhi (1488-1505). Il est surnommé par l'empereur  « le Ma Yuan du jour ».

Pendant l'ère Zhengde (1506-1521), il est nommé officier de la garde impériale.

Il exécute des paysages et des figures et laisse plusieurs œuvres, parmi lesquelles, un Paysage signé au National Palace de Taipei, Voyageurs dans la neige à la recherche de fleurs de prunier, signé, à l'encre sur soie, au Musée du Palais de Pékin et Deux hommes assis sur une terrasse, contemplant une cascade, signé au Musée de l'Université de Philadelphie. 